# Jaime III de Maiorca
Jaime III (Catânia, 1315 — Llucmajor, 1349) foi rei de Maiorca e conde do Rossilhão e da Cerdanha e senhor de Montpellier (1324 a 1349). 
Em seu reinado, sob a regência de seu tio infante Filipe, foi criado o Consulado do Mar de Palma. Em 1337, publicou as "Leges Palatine" realizando uma organização meticulosa dos serviços da Corte e dos órgãos políticos e financeiros, como o Conselho Real, o Conselho Racional e a Chancelaria.
Jaime III foi casado com Constança de Aragão, irmã de Pedro o Cerimonioso; do casamento, celebrado em 1336, nasceram dois filhos: Jaime IV e Isabel de Maiorca. Em 1347, Jaime III celebrou um novo casamento com Violante de Vilaragut, de quem teve uma filha chamada Esclaramunda.